# Изворът на Белоногата
„Изворът на Белоногата“ е поема от Петко Славейков, написана през 1873 г.

## Сюжет
Внимание:  Текстът по-долу разкрива сюжета на произведението (или части от него)!
В нея се разказва за красивата българска девойка Гергана, която един везир (може да се предположи, че това е тогавашният велик везир на Османската империя) среща на селската чешма (или по-скоро – на местния извор, който служи като чешма – по-нататък в поемата, по повеля на същия този велможа е съградена и надстройката), където я съзира да си мие краката (нозете) и е очарован от техния светъл тен (белотата им). Той се опитва да я склони да го последва в Истанбул, за да стане част от неговия харем, но тя отказва. Аргументира се, при това съвсем убедително, с това, че дори да отиде с него, не би го обикнала така, както обича родния си край, родителите си и любимия си (либето си) Никола. Така турчинът я оставя и щедро обдарява, впечатлен от решителността и мъдростта ѝ, но във втората част на поемата Гергана „залинява“ (здравето ѝ се влошава) и тя умира, защото сянката ѝ е вградена в чешмата.

## Литературна критика
Това е едно от най-изследваните и коментираните произведения в българската литература. Повечето критици изтъкват обединителната функция на образа на Гергана, събирателния образ на българката, силата на духа ѝ, красотата на българското село.
Поемата събира в стиховете си всички онези неща, които Славейков е сметнал, годни да стимулират единението и свободолюбието на народа.

## Географско местоположение
Чешмата, наричана Изворът на Белоногата се намира на юг от Харманли на пътя за Свиленград. Има малък парк и паметник с надпис.

## Други
На „Изворът на Белоногата“ е наречена улица в квартал „7-и – 11-и километър“ в София (Карта).